# Jaume Falguerona i Vilanova
Jaume Falguerona i Vilanova   (Argelaguer, 6 d'agost de 1912 - Barbastre, 18 d'agost de 1936) fou un religiós claretià. És venerat com a beat per l'Església Catòlica.
Va ingressar al col·legi claretià de Cervera. Va continuar els seus estudis a Vic, Solsona i Barbastre. A l'inici de la Guerra civil espanyola, fou executat, juntament amb els seus companys de comunitat, per milicians anarquistes.
El 25 d'octubre de 1992 fou beatificat pel Papa Joan Pau II.